# Hereditair angio-oedeem
Hereditair angio-oedeem (HAE) is een erfelijke ziekte die gekenmerkt wordt door aanvalsgewijs ontstaan van zwellingen (oedeem). De genetische afwijking veroorzaakt een tekort aan functioneel C1-remmer, een bloedeiwit. Dit tekort zorgt ervoor dat zwellingen kunnen ontstaan. Naast HAE bestaat ook een niet erfelijke variant van angio-oedeem, die vroeger wel Quincke's oedeem werd genoemd (Zie: angio-oedeem).

## Symptomen
De symptomen van HAE kunnen zich op verschillende leeftijden openbaren. Van kind tot puber en soms nog veel later. De symptomen bestaan uit zwellingen die op elke plaats in het lichaam kunnen ontstaan. De zwellingen in de huid kunnen ontstaan rond het oog, wangen en lippen, aan armen of benen of aan de uitwendige geslachtsdelen. Ook inwendig kunnen zwellingen ontstaan, zoals in de keel of in het maag-darmkanaal. Een zwelling in de keel kan levensbedreigend zijn. In het ergste geval kan de patiënt stikken. Sommige patiënten geven aan voorafgaand aan een aanval rode nagenoeg pijnloze kringen te hebben op rug of borst.
De ernst van een aanval is over het algemeen wisselend en ook de frequentie van de aanvallen varieert. Kenmerkend is dat de zwelling niet jeukt en niet echt pijn doet. Alleen de zwelling in de darmen is zeer pijnlijk en gaat gepaard met misselijkheid, hevige buikkrampen en overgeven. De zwellingen verdwijnen vanzelf binnen enkele dagen tot een week

## Medische informatie
HAE is een erfelijke aandoening. Geschat wordt dat in Nederland ongeveer 1000 personen aan de ziekte HAE lijden. HAE wordt veroorzaakt door een defect in een gen. Emotionele factoren (stress) en kleine chirurgische ingrepen (trekken van een kies) kunnen leiden tot een aanval. Vaak vindt een aanval echter plaats zonder duidelijke aanwijsbare reden.
HAE is dominant overerfbaar, wat betekent dat kinderen van een patiënt met HAE 50 % kans hebben ook HAE te krijgen. De kans is voor meisjes en jongetjes gelijk. Het is bij het vaststellen van de aandoeningen belangrijk na te gaan of personen in de familiekring van de patiënt ook HAE hebben.
Bij een aanzienlijk deel van de patiënten gaat het echter om nieuwe gevallen. Als niemand in de familie HAE heeft wil dat dus niet zeggen dat deze patiënt geen HAE heeft.

## Behandeling
Preventief kunnen medicijnen worden ingenomen die op het hormoonstelsel inwerken, zoals danazol. Deze medicijnen bevatten stoffen die lijken op het mannelijk hormoon testosteron. Dit hormoon kan verschillende bijwerkingen veroorzaken die vooral voor vrouwen vervelend kunnen zijn.
Om aanvallen te verminderen of te stoppen wordt meestal het eiwit C1-remmer voorgeschreven, dat uit bloed wordt geïsoleerd, in Nederland verkrijgbaar onder de merknaam Cinryze (voor 2011 onder de naam Cetor) geproduceerd door Sanquin in opdracht van Shire. Een ander aanbieder is CSL Behring met het product Berinert. Deze gezuiverde C1-remmers worden intraveneus (door inspuiting in een ader) toegediend, soms door patiënten zelf thuis. Ditzelfde medicijn wordt ook preventief voorgeschreven als behandeling met danazol onvoldoende werkt of niet mogelijk is. Recent zijn er twee alternatieven op de markt gekomen, namelijk icatibant (merknaam Firazyr), een medicijn dat subcutaan kan worden ingespoten, en een recombinante versie van C1-remmer dat wordt gewonnen uit de melk van genetisch gemanipuleerde konijnen, verkrijgbaar onder de naam Ruconest. Soms werkt tranexaminezuur (verkrijgbaar als Cyklokapron of Exacyl) ook om een aanval tegen te gaan. Dit is verkrijgbaar in tabletvorm of als injectievloeistof en gaat de doorlaatbaarheid van de vaatwand tegen.
Voor kinderen zijn de nieuwe medicijnen (nog) niet geregistreerd. Danazol is vanwege de hormonale werking ook niet geschikt voor kinderen. Voor hen is tranexaminezuur een optie, ofwel preventief ofwel tijdens een aanval. Het uit humaan bloed gedestilleerde C1-remmer is vooralsnog het enige alternatief. Ook dit medicijn kan zowel preventief worden toegediend als bij een aanval.